# 창키리주

창키리주의 위치

창키리주(튀르키예어: Çankırı ili)는 튀르키예 중북부에 위치한 주로, 중앙아나톨리아 지역에 속한다. 주도는 창키리이며 면적은 7,388km2, 인구는 273,089명(2006년 기준), 자동차 번호는 18번, 시외전화 지역번호는 0376번이다. 12개 군을 관할한다.